# Anse-à-Veau
För andra betydelser, se Anse-à-Veau (olika betydelser).

Anse-à-Veau (haitisk kreol: Ansavo) är en stad i Haiti i departementet Nippes. Folkmängden beräknades till 3 457 invånare år 2009, på en yta av 1,34 kvadratkilometer.